# Melena
Melena is een zwarte, kleverige, teer-achtige ontlasting, met een kenmerkende geur. Het wordt veroorzaakt door een bloeding in de slokdarm, maag of de dunne darm. Als vuistregel wordt gezegd dat een bloeding boven het ligament van Treitz melena veroorzaakt. Het hemoglobine in het bloed wordt geoxideerd tijdens de passage door de dunne en dikke darm, wat de zwarte kleur van de ontlasting veroorzaakt. 
Melena is een waarschuwingssignaal dat ernstig genomen moet worden: een hoeveelheid bloed die leidt tot melena wijst op een aanzienlijke bloeding en de kans op herhaling is in veel gevallen levensgroot aanwezig. Zo iemand dient dan ook met spoed verwezen te worden naar een ziekenhuis voor nadere diagnostiek en eventueel behandeling van de bloedende plaats. 

## Oorzaken
Enkele oorzaken zijn:
- (Onderste deel van de) Slokdarm:
  - Spatader
  - Oesofagitis, bijvoorbeeld door reflux
  - Oesofaguscarcinoom
- Maag:
  - Maagzweer (Ulcus Pepticum)
  - Mallory-weisslaesie
  - Maagkanker
- Dunne darm
  - Ziekte van Crohn
  - Angiodysplasie

Andere oorzaken waardoor de ontlasting zwart kleurt zijn niet bedreigend. Dit is echter geen 'echte' melena omdat de ontlasting niet vermengd is met bloed.
- Het eten van veel drop
- Het eten van voeding gemaakt van bloed: Bloedworst, black pudding etc.
- Het gebruik van ijzersupplementen
- Het gebruik van Pepto-Bismol of  Maalox